# Нахури
Нахури (фр. Nahouri) — одна из 45 провинций Буркина-Фасо. Входит в состав Юго-Центральной области. Административный центр провинции — город По. Площадь провинции составляет 3754 км².

## Население
По данным на 2013 год численность населения провинции составляла 190 543 человека.
Динамика численности населения провинции по годам:
| 1996    | 1997    | 2005    | 2006    | 2013    |
| ------- | ------- | ------- | ------- | ------- |
| 119 739 | 121 314 | 151 047 | 155 463 | 190 543 |

## Административное деление
В административном отношении подразделяется на 5 департаментов:
- Гьяро
- По
- Тьебеле
- Зекко
- Зио